# Egelmeer
Het Egelmeer is een natuurgebied in de Nederlandse provincie Utrecht. Het gebied ligt bij landgoed Prattenburg ten westzuidwesten van Veenendaal en is onderdeel van Boswachterij Amerongse Berg van Staatsbosbeheer.

## Ven met keileembodem
Het laaggelegen heidegebied op de Amerongse Berg heeft een natte heidevegetatie. Toen de 30 cm diep liggende komvormige laag keileem in de 19e eeuw werd doorbroken liep het oude ven leeg. 

### Waterstand
Doordat de waterstand in deze ‘schotel’ veel hoger is dan de grondwaterstand ernaast, blijft het gebied drassig. Het waterpeil van het Egelmeer ligt tien meter boven zeeniveau en wordt gevoed door regenwater. Door verdroging en warme zomers kan het Egelmeer droog komen te staan. Op de grondwatermeter bij het Egelmeer kon tot 2020 (is toen weggehaald) de hoogte van het grondwater worden afgelezen. De informatieborden geven uitleg over de verdroging en de maatregelen die genomen worden om de verdroging tegen te gaan.

### Verbinding met heidegebieden
Het beleid van Staatsbosbeheer is erop gericht om verschillende bestaande kleine heidegebiedjes met elkaar te verbinden. Zo kunnen dieren als zandhagedis, de levendbarende hagedis en de hazelworm zich van het ene naar de andere stuk heide verplaatsen. Door het herstellen van de open ruimte rond het Egelmeer wordt een verbinding gelegd met de heideterreinen welke langs de Slaperdijk liggen. Hierdoor ontstaat een heidegebied van bijna 10 hectare. 

### Naam
Vroeger werd het meer ook wel Engelmeer genoemd. Op een bord in het gebied en in een artikel in een plaatselijk heemkundetijdschrift treft men de bewering aan dat de Romeinen deze plaats Aegil Marum noemden. Deze bewering kan echter niet waar zijn omdat er in het Latijn geen woord Aegil bestaat en Marum grammaticaal onjuist is.
Egel is in het Nederlands een weinig gebruikt woord voor bloedzuiger. En er kwamen blijkbaar veel bloedzuigers voor in het Egelmeer.